# شهرستان خودمختار جینشیو یائو
شهرستان خودمختار جینشیو یائو (به لاتین: Jinxiu Yao Autonomous County) یک سکونتگاه مسکونی در جمهوری خلق چین است که در لایبین واقع شده‌است.

## خصوصیات
شهرستان جینشیو ۲٬۵۱۷ کیلومترمربع مساحت و ۱۵۰٬۰۰۰ نفر جمعیت دارد و ۷۸۷ متر بالاتر از سطح دریا واقع شده‌است.